# Тайны Смолвиля (сезон 8)
«Тайны Смолвиля» (англ. Smallville) — американский научно-фантастический телесериал, исполнительными продюсерами и авторами сценария которого являются Альфред Гоф и Майлз Миллар. Сериал повествует о молодых годах жизни Супермена — Кларка Кента, создателями которого являются Джерри Сигел и Джо Шустер. Действие происходит в вымышленном американском городке Смолвиль штата Канзас.
Главным злодеем сезона является Думсдэй.

## Сюжет
Лекс исчез, его разыскивает новая управляющая ЛюторКорп — Тесс Мёрсер, Кларк потерял силу и еле добрёл пешком до России, где попал в плен к работорговцам в Верхоянске, откуда потом его благополучно вытащил Оливер. Крепость разрушена. Впоследствии Кларку снова вернули силу. Хлоя обрела супервычислительные способности, появившиеся после смерти Брейниака, Кларк нанимается репортёром в Дейли-Плэнет и работает вместе с Лоис. Тесс Мёрсер — глава Дейли Плэнет, Босс Кларка и Лоис обнаруживает странный артефакт в форме синего Кристалла, который имеет связь с исчезновением Лекса. Кристалл является маяком и порталом для инопланетной живности. Вскоре после его потери, он загадочным образом приходит Кларку по почте.

## В ролях

### Основной состав
- Том Уэллинг — Кларк Кент / Красно-синее пятно (Супермен) (22 эпизода)
- Эллисон Мэк — Хлоя Салливан (22 эпизода)
- Кэссиди Фриман — Тесс Мёрсер (13 эпизодов)
- Эрика Дюранс — Лоис Лейн (12 эпизодов)
- Джастин Хартли — Оливер Куин / Зелёная стрела (13 эпизодов)
- Сэм Уитвер — Дэвис Блум / Думсдэй (12 эпизодов)
- Аарон Эшмор — Джимми Олсен (11 эпизодов)

### Второстепенный состав
- Дарио Деласио — Думсдэй (6 эпизодов)
- Кристин Кройк — Лана Лэнг (5 эпизодов)
- Лаура Вандервурт — Кара Кент (эпизод 8)
- Тэренс Стэмп — Джор-Эл (эпизоды 1, 9)
- Тори Спеллинг — Линда Лейк (эпизод 15)
- Кайл Галлнер — Барт Аллен / Импульс (эпизод 22)
- Алан Ритчсон — Артур Карри / Аквамен (эпизод 1)
- Крис Готье — Уинслоу Шотт / Игрушечник (эпизод 14)
- Райан Кеннеди — Рокк Кринн / Космический мальчик (эпизоды 11, 22)
- Шарлотта Салливан — Максима (эпизод 4)
- Алекс Джонсон — Имра Ардин / Девочка-Сатурн (эпизод 11)
- Келам Уорти — Гарт Ранзз / Парень-Молния (эпизод 11)
- Брендан Флетчер — Руди Джонс / Паразит (эпизод 21)
- Элейна Хаффман — Дайна Лэнс / Чёрная канарейка (эпизоды 1, 22)
- Джессика Паркер Кеннеди — Бетт Санс Суси / Пластик (эпизоды 2, 21)
- Фил Моррис — Джон Джонс / Марсианский охотник (эпизоды 1, 6, 12)
- Сара Каннинг — Кэт (эпизод 1, 2)
- Ари Коэн — Реган Мэттьюз (Эпизоды 1, 13, 22)
- Билл Монди — доктор Эдвард Гролл (эпизоды 4, 13)
- Анна Уильям — Ева Грир (эпизод 21)
- Кайл Шмид — Себастьян Кейн
- Байрон Лоусон — Терренс
- Тэдд Уитталл — Картер Боуфри
- Серинда Суон — Затанна Затара (эпизод 17)
- Алессандро Юлиани — доктор Эмиль Гамильтон (эпизоды 12, 20, 21)

## Список эпизодов
| № общий | № в сезоне | Название                          | Режиссёр       | Автор сценария                                                                    | Дата премьеры    | Произв. код | Зрители в США (млн) |
| --- | ---------- | --------------------------------- | -------------- | --------------------------------------------------------------------------------- | ---------------- | ----------- | ------------------- |
| 153 | 1          | «Одиссея» «Odyssey»               | Кевин Фэйр     | Телесценарий: Тодд Славкин и Даррен Свиммер Сюжет: Брайан Питерсон и Келли Содерс | 18 сентября 2008 | 3T7451      | 4.34                |
| Лига Справедливости, возглавляемая Зелёной Стрелой достигает Арктики в поисках Кларка, который исчез после того, как разрушилась крепость. Команда немедленно вступает в противоречия с новым генеральным директором Люторкорп — Тэсс Мёрсер. Тем временем, Хлоя числится заключённой подозрительной группой, которая обнаружила, что у неё есть новая способность, и Кларк был лишен своих сил Джор-Элом. |            |                                   |                |                                                                                   |                  |             |                     |
| 154 | 2          | «Пластик» «Plastique»             | Рик Розенталь  | Дон Уайтхэд и Холли Хэндерсон                                                     | 25 сентября 2008 | 3T7452      | 4.18                |
| Это первый день Кларка в «Дэйли Плэнет» с Лоис, и пара незамедлительно начинает работать над материалом о взрыве автобуса на улице. Кларк спасает Бетт, молодую девушку, которую с Хлоей связывают схожие метеоритные способности, однако Бетт скрывает большой секрет. Медработник Дэвис Блум приезжает в Метрополис и обращает внимание на Хлою. |            |                                   |                |                                                                                   |                  |             |                     |
| 155 | 3          | «Яд» «Toxic»                      | Мэйзри Алмас   | Эл Сэпштайн и Тури Мейер                                                          | 2 октября 2008   | 3T7454      | 4.11                |
| Оливер теряет сознание на благотворительном мероприятии и узнаёт, что ему осталось жить 12 часов. Кларк и Хлоя вызывают Дэвиса для помощи, но его прогноз довольно мрачен. Находящийся в бреду Оливер возвращается в прошлое, в то время, когда он был выброшен на берег острова и впервые начал изучать, как использовать лук и стрелы. Он также вспоминает, как впервые встретил Тэсс, которая была похищена наркодельцом. Тем временем, Хлоя решает использовать её новые суперспособности для спасения Оливера, тем самым шокируя Кларка.                 |            |                                   |                |                                                                                   |                  |             |                     |
| 156 | 4          | «Инстинкт» «Instinct»             | Мэйзри Алмас   | Каролин Драйз                                                                     | 9 октября 2008   | 3T7453      | 4.05                |
| Тэсс и её команда проводят тесты на кристалле Кларка, который она привезла из Арктики, вследствие чего кристалл посылает пучок света во вселенную. Это служит поводом для прибытия Максимы, королевы с планеты Альмерак, которая ищет свою родную душу и от которой, как она верит, был послан сигнал. К сожалению, способность Максимы является слишком огромной для простых смертных мужчин, так как её поцелуй убивает их. Чарующая Максима прибывает в Метрополис и начинает свой поиск с Джимми.                                                         |            |                                   |                |                                                                                   |                  |             |                     |
| 157 | 5          | «Преданный» «Committed»           | Глен Уинтер    | Брайан Кью Миллер                                                                 | 16 октября 2008  | 3T7455      | 4.18                |
| После того, как они покинули вечеринку в честь помолвки, Хлоя и Джимми были похищены сумасшедшим ювелиром, который был эмоционально травмирован неверностью своей жены и теперь похищает пары, проверяет их на детекторе лжи, который бьёт их током, если они лгут. Похититель спрашивает Хлою любит ли она кого-нибудь ещё. Тем временем, чтобы найти Хлою и Джимми, Кларк и Лоис изображают пару, после чего ювелир их похищает и спрашивает что они чувствуют друг к другу.                                                                                |            |                                   |                |                                                                                   |                  |             |                     |
| 158 | 6          | «Добыча» «Prey»                   | Майкл Рол      | Брайан Питерсон и Келли Содерс                                                    | 23 октября 2008  | 377456      | 4.15                |
| Кларк изучает недавнее нападение в театре, которое могло быть работой серийного убийцы. Подозревая, что это мог бы быть кто-то из заражённых метеоритом, Кларк требует, чтобы Хлоя дала ему список людей, которых она консультирует в Фонде «Изида», что вызывает трещину между друзьями. Дэвис боится, что его затмения означают то, что он — серийный убийца и начинает собирать доказательства, которые могли бы впутывать его во все происходящее. Опасаясь худшего, он признаётся в своих подозрениях Хлое.                                              |            |                                   |                |                                                                                   |                  |             |                     |
| 159 | 7          | «Личность» «Identity»             | Мэйзри Алмас   | Тодд Славкин и Даррен Свиммер                                                     | 30 октября 2008  | 3T7457      | 4.32                |
| Джимми делает снимок, где Кларк на суперскорости спасает Лоис от грабителя, уловив на фото красно-синее пятно. Джимми показывает фото Тэсс, которая решает поместить его на первую полосу «Дэйли Плэнет». Кларк боится, что его личность будет раскрыта, поэтому он просит Хлою, чтобы она воспрепятствовала Джимми, но она отказывается сделать это. |            |                                   |                |                                                                                   |                  |             |                     |
| 160 | 8          | «Родословная» «Bloodline»         | Майкл Рол      | Каролин Драйз                                                                     | 6 ноября 2008    | 3T7459      | 4.45                |
| Кларк получает анонимный пакет, содержащий кристалл, который Тэсс нашла в Арктике. Когда он перемещает кристалл, тот активируется и посылает Кларка и Лоис в Фантомную Зону, где они сталкиваются с Карой. Кара открывает портал для Лоис, чтобы та вернулась, однако жена Зода — Фаора — убегает с ней и завладевает её телом. Одержимая Лоис начинает буйствовать в Метрополисе. |            |                                   |                |                                                                                   |                  |             |                     |
| 161 | 9          | «Бездна» «Abyss»                  | Кевин Фэйр     | Дон Уайтхэд и Холли Хэндерсон                                                     | 13 ноября 2008   | 3T7458      | 3.55                |
| Брэйниак начинает удалять воспоминания Хлои одни за другими, вплоть до единственного человека, которого она помнит — Дэвиса. Кларк понимает, что единственный путь остановить Брэйниака от овладевания им разумом Хлои заключается в том, чтобы восстановить Крепость и попросить Джор-Эла излечить Хлою. |            |                                   |                |                                                                                   |                  |             |                     |
| 162 | 10         | «Невеста» «Bride»                 | Жанно Шварц    | Эл Сэпштайн и Тури Мейер                                                          | 20 ноября 2008   | 3T7460      | 4.18                |
| Хлоя взволнована, что она выходит замуж за Джимми. Тем временем, Оливер говорит Кларку, что он думает, что обнаружил, где скрывается Лекс и летит на Кубу, чтобы противостоять ему. Однако, когда Оливер туда прибывает, он потрясен что находит там вместо Лекса Лану. Кларк и Лоис становятся ближе, но возникает хаос, вызванный Думсдэем, который рушит свадьбу и пытается похитить Хлою. |            |                                   |                |                                                                                   |                  |             |                     |
| 163 | 11         | «Легион» «Legion»                 | Глен Уинтер    | Джефф Джонс                                                                       | 15 января 2009   | 3T7461      | 4.29                |
| Последствия атаки Думсдэя на свадьбе Хлои и Джимми оставляют Кларка в шоке, но прежде, чем он начнёт искать похищенную Хлою, появляется «Убеждающий» и атакует его. Рокк, Имра и Гарт, более известные как Легион, прибывают из будущего чтобы помочь победить Убеждающего, и обнаруживают что Брейниак вновь завладел Хлоей. Тем временем, в Крепости, Брейниак в теле Хлои говорит Дэвису, что он Думсдэй, созданный для того чтобы убить «Криптонца» и уничтожить мир.                                                                                     |            |                                   |                |                                                                                   |                  |             |                     |
| 164 | 12         | «Пуленепробиваемый» «Bulletproof» | Морган Беггз   | Брайан Миллер                                                                     | 22 января 2009   | 3T7462      | 3.85                |
| Кларк обнаруживает, что Джон Джоунс был ранен, работая полицейским. Тогда Кларк надевает униформу и идёт тайно искать преступника. Тем временем, Лана противостоит Тесс и говорит, что Лекс не тот человек, как она думает. Плохие новости Ланы вынуждают Тесс переоценить своё положение во главе Люторкорп. |            |                                   |                |                                                                                   |                  |             |                     |
| 165 | 13         | «Сила» «Power»                    | Эллисон Мэк    | Тодд Славкин и Даррен Свиммер                                                     | 29 января 2009   | 3T7463      | 4.21                |
| Кларк узнаёт, что Тесс рылась в квартире Ланы и понимает, что Лана пропала. Тесс говорит ему что Лекс все ещё жив и, возможно, похитил Лану. Наконец Тесс говорит правду о том, что случилось с Ланой после того, как она вышла из комы, вызванной Брейниаком. Тем временем, Тесс врывается в секретное здание Люторкорп и потрясена тем, что обнаруживает. |            |                                   |                |                                                                                   |                  |             |                     |
| 166 | 14         | «Реквием» «Requiem»               | Майкл Рол      | Дон Уайтхэд и Холли Хэндерсон                                                     | 5 февраля 2009   | 3T7464      | 3.93                |
| Взрыв в Люторкорп убивает всех участников совета и ранит Оливера, который должен был там объявить о слиянии компаний: его компании с Люторкорп. Оливер полагает, что Лекс ответственен за взрыв, но Кларк и Лана узнают, что взрыватель — Винслоу Скотт, игрушечный мастер и прежний служащий Куин Индастриз, настроенный против Оливера. |            |                                   |                |                                                                                   |                  |             |                     |
| 167 | 15         | «Бесславный» «Infamous»           | Глен Уинтер    | Каролин Драйз                                                                     | 12 марта 2009    | 3T7465      | 3.56                |
| Линда Лейк возвращается в Метрополис и угрожает выдать тайну Кларка, если он не будет давать ей эксклюзивную информацию относительно красно-синего пятна, чтобы стать снова известным репортёром. Отказываясь от шантажа, Кларк рассказывает Лоис свою тайну и просит, чтобы она написала его историю в «Дэйли Плэнет». |            |                                   |                |                                                                                   |                  |             |                     |
| 168 | 16         | «Буря» «Turbulence»               | Кевин Фэйр     | Эл Сэпштайн и Тури Мейер                                                          | 19 марта 2009    | 3T7466      | 3.49                |
| Тесс приглашает Кларка на пресс-конференцию в Лос-Анджелес, но когда взрыв сотрясает частный самолёт, они падают. Кларк должен выяснить как спасти их, чтобы Тесс не узнала его тайну. Без ведома Кларка Тесс организовала взрыв, чтобы заставить Кларка показать свои способности. Тем временем, Девис обнаруживает удивительный способ управлять монстром. |            |                                   |                |                                                                                   |                  |             |                     |
| 169 | 17         | «Колдунья» «Hex»                  | Мэйзри Алмас   | Брайан Миллер                                                                     | 26 марта 2009    | 3T7467      | 3.79                |
| На вечеринке Хлои, по случаю её дня рождения, таинственная фокусница по имени Затанна исполняет желание Хлои - больше походить на Лоис. На утро Хлоя просыпается в теле Лоис. Затанна ищет книгу колдовства своего отца, таким образом она может вызвать в воображении его дух, но этого не произойдёт, пока не будет исполнено самое сокровенное желание Кларка. |            |                                   |                |                                                                                   |                  |             |                     |
| 170 | 18         | «Вечный» «Eternal»                | Джеймс Маршалл | Брайан Питерсон и Келли Содерс                                                    | 2 апреля 2009    | 3T7468      | 3.84                |
| Тесс пытается убить Дэвиса, взрывая его грузовик. Однако, после того, как он убегает, она понимает, что она нуждается в помощи, чтобы уничтожить его и обращается к Кларку. Тесс показывает секретное детство Дэвиса с Люторами и намекает, что она знает истинную личность Кларка. Тем временем, Дэвис бежит к Хлое за помощью. |            |                                   |                |                                                                                   |                  |             |                     |
| 171 | 19         | «Шпилька» «Stiletto»              | Кевин Фэйр     | Каролин Драйз                                                                     | 23 апреля 2009   | 3T7469      | 3.10                |
| Лоис полагает, что ей нужна большая история для того чтобы обеспечить себе репутацию звёздного репортёра, но красно-синее пятно продолжает ускользать от неё. Однако после того как Хлоя ограблена, Лоис вступается за неё, отгоняя одного из нападавших, и притворяется, что она — новая супергероиня по имени Шпилька, которая приехала в город и даёт эксклюзивное интервью Лоис. Кларк обеспокоен тем, что Лоис пострадает, притворяясь супергероиней, но после того как он захвачен головорезами с криптонитом, появляется Лоис, чтобы спасти положение. |            |                                   |                |                                                                                   |                  |             |                     |
| 172 | 20         | «Зверь» «Beast»                   | Майкл Рол      | Женевьев Спарлинг                                                                 | 30 апреля 2009   | 3T7470      | 3.23                |
| Кларк обнаруживает, что Дэвис всё ещё жив и противостоит Хлое по поводу его защиты. Оливер обнаруживает Джимми, который врывается в квартиру Хлои, однако, всё становится намного хуже после того, как Дэвис выходит из тени и нападает на них обоих. |            |                                   |                |                                                                                   |                  |             |                     |
| 173 | 21         | «Несправедливость» «Injustice»    | Том Уэллинг    | Эл Сэпштайн и Тури Мейер                                                          | 7 мая 2009       | 3T7471      | 3.39                |
| Хлоя возвращается и просит Кларка убить Дэвиса, утверждая, что он больше не может удерживать монстра под контролем. Тем временем, Тэсс собрала команду метеоритных фриков, включая Пластик, для розыска Дэвиса, что может помочь Кларку убить его. Однако, ситуация выходит из-под контроля как только команда обнаруживает, что Тэсс их обманула. |            |                                   |                |                                                                                   |                  |             |                     |
| 174 | 22         | «Думсдэй» «Doomsday»              | Джеймс Маршалл | Брайан Питерсон и Келли Содерс                                                    | 14 мая 2009      | 3T7472      | 3.13                |
| Оливер говорит Кларку, что он должен убить Дэвиса, так как Думсдэй является серьёзной угрозой и должен быть устранён любой ценой. Однако, для Кларка забрать жизнь человека является проблемой, поэтому Зелёная Стрела и его команда решают взять дела в их собственные руки. Лоис берёт на себя Тэсс, но битва берёт отвратительный поворот. Тем временем, Хлоя попадает в самый центр сражения Кларка и Оливера по убийству Дэвиса. |            |                                   |                |                                                                                   |                  |             |                     |